# Alkenopterus
Alkenopterus é um gênero de euriptérido pré-histórico classificado como parte da família Onychopterellidae [en]. O gênero contém duas espécies, Alkenopterus brevitelson e Alkenopterus burglahrensis, ambas do Devoniano da Alemanha.

## Descrição

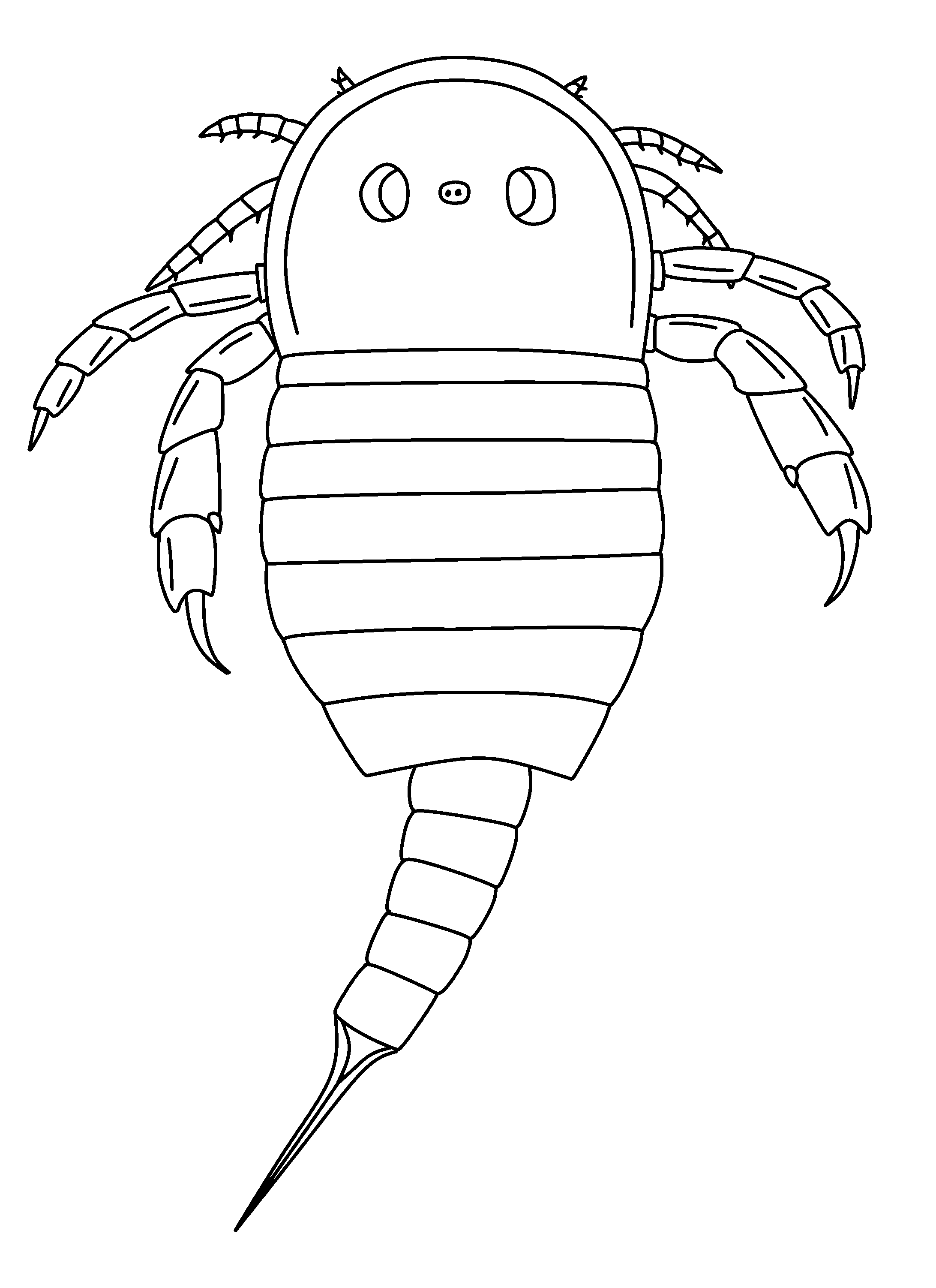
Restauração de Alkenopterus burglahrensis. O segundo ao quarto par de en (membros) baseiam-se em um parente próximo, en, enquanto o quinto se baseia em Alkenopterus brevitelson

Como os outros onicopterelídeos [en], Alkenopterus era um pequeno euriptérido. A maior espécie era Alkenopterus brevitelson, com 7,5 cm de comprimento. A outra espécie, Alkenopterus burglahrensis, representa, de fato, a menor espécie de euriptérido conhecida até agora, medindo apenas 2,03 cm.
O prossoma (cabeça) era grande, com um contorno subquadrado (quase quadrado) a semielíptico (quase elíptico), em forma de ferradura. Era anteriormente cercado por uma borda marginal larga e plana que alcançava seus cantos posteriores. A carapaça (a parte do exoesqueleto que cobre o prossoma) era arredondada na frente. Sua superfície era um tanto inflada, distinguindo-se vários sulcos e cristas estreitas, a maioria delas semelhantes a rugas. Os proeminentes olhos compostos laterais estavam localizados no centro da carapaça. Eram reniformes (em forma de rim), com uma superfície visual fortemente arqueada (uma "meia-lua" no olho). Entre os olhos estava localizado um tubérculo ou nódulo que carregava os ocelos (órgãos sensoriais simples semelhantes a olhos). A. brevitelson também tinha entre os olhos, atrás do tubérculo, certos sulcos que se assemelhavam à estrutura em forma de V invertido encontrada em alguns stylonurinos [en].
Os apêndices [en] (membros) de Alkenopterus não são conhecidos em muitos detalhes. Conhece-se um par de apêndices mal preservados de A. brevitelson que representam o sexto (e último) par deles. Os podômeros (segmentos da perna) eram mais ou menos retangulares e de largura constante. Na extremidade havia um espinho com aproximadamente o mesmo comprimento dos podômeros, que era ligeiramente curvo, com um longo sulco longitudinal. O terceiro ao quinto apêndices também são conhecidos, mas não estão excepcionalmente preservados. No entanto, em todos eles pode-se identificar um espinho distal. Em relação a Alkenopterus burglahrensis, apenas um apêndice pertencente ao sexto par com cinco podômeros distais (podômeros que não estavam sob o prossoma) é conhecido. O sétimo e oitavo podômeros (e talvez mais deles) eram um tanto prolongados para fora e achatados. Apresentavam esporões imóveis semelhantes a espinhos em suas margens anteriores. Na margem posterior do sétimo podômero estava o podômero móvel em forma de espinho 7a, característico dos eurypterinos. Todos os podômeros tinham proporções semelhantes, exceto o espinho distal que era ligeiramente curvo e provavelmente tinha uma ponta afiada.
O opistossoma (abdômen) sofria uma diferenciação de primeira ordem forte a moderada, ou seja, era dividido em um pré-abdômen (segmentos corporais de 1 a 7) e um pós-abdômen (segmentos de 8 a 12). O pré-abdômen tinha margens laterais convexas e era bastante curto e largo, com o primeiro tergito (metade dorsal do segmento) sendo menos largo que os subsequentes. O pós-abdômen era estreito, tinha uma largura constante e não possuía epímeros (extensões laterais do segmento), como o pré-abdômen. Os segmentos de todo o corpo eram dificilmente distinguíveis uns dos outros. O tegumento do corpo não possuía ornamentação [en] e era muito liso. A principal diferença entre Alkenopterus burglahrensis e Alkenopterus brevitelson era o comprimento do telson (a divisão mais posterior do corpo). O de A. brevitelson era curto, medindo apenas 0,55 cm em um espécime de 7,5 cm de comprimento. A proporção entre o comprimento total do corpo e o telson deste espécime é de cerca de 13,6. Era ligeiramente subtriangular (quase triangular) e tinha uma "quilha" (crista) mediana, com uma base anterior expandida articulada ao prételson (segmento que precedia o telson). Por outro lado, o telson de Alkenopterus burglahrensis era longo, medindo 0,35 cm em um espécime com 2,03 cm no total, com uma proporção significativamente pequena de 5,8. Ele também tinha uma porção anterior expandida. O telson de ambas as espécies tinha, no entanto, a mesma forma estiliforme.

## História da pesquisa

Comparação do tamanho das duas espécies de Alkenopterus

Em 1974, o paleontólogo Leif Størmer [en] descreveu dois espécimes de um novo euriptérido. SMF VIII 150 (o holótipo) é um fóssil relativamente completo e bem preservado, com quase todos os apêndices ausentes, enquanto SMF VIII 241 (o parátipo) é um espécime menor, pouco preservado e fortemente telescopado (com segmentos sobrepostos, um defeito produto da fossilização do organismo). Ambos foram coletados na formação Nellenköpfchen [en], perto do município de Alken, na Renânia-Palatinado, Alemanha (então Alemanha Ocidental). Atualmente, eles estão localizados no Museu de História Natural Senckenberg. Este novo euriptérido foi nomeado Alkenopterus brevitelson, com o nome genérico composto por Alken e o sufixo grego antigo πτερόν (pteron, "asa"), comumente usado em euriptéridos. Por outro lado, o nome específico brevitelson deriva da palavra latina brevis (curto) e da palavra grega antiga τέλσον (literalmente "terminal", mas aqui se referindo ao telson). Størmer também comparou Alkenopterus com Drepanopterus [en] e Moselopterus [en], colocando-os na família stylonuroide [en] Drepanopteridae, com dúvidas, ao lado de  Onychopterella.
Em 2004, os paleontólogos Markus Poschmann e Odd Erik Tetlie descreveram uma série de novos fósseis encontrados na formação Nellenköpfchen, no centro do Maciço Renano [en], Alemanha. Entre eles estavam dois novos espécimes de Alkenopterus brevitelson de Alken, 624-D (um prossoma bem preservado com restos de apêndices) e 697-D (um espécime fragmentário com o prossoma, apêndices, pré-abdômen, os dois últimos segmentos pós-abdominais e o telson). Eles também redescreveram o holótipo de A. brevitelson. Além disso, um espécime de uma nova espécie de Alkenopterus foi encontrado em outra localidade na formação Nellenköpfchen, perto de Burglahr (no mesmo estado que Alken). PWL 2002/5011 LS está quase completo e bem preservado, mas um tanto distorcido; é o único achado conhecido desta espécie. Foi nomeado Alkenopterus burglahrensis, o nome específico vindo de Burglahr devido à proximidade de sua localidade-tipo com este município. A. burglahrensis era muito semelhante a Alkenopterus brevitelson, o primeiro tendo um telson mais longo e mais largo e podômeros distais mais fortemente expandidos no apêndice VI do que o último.
Poschmann e Tetlie alegaram não encontrar evidências de um podômero 7a no sexto apêndice de Alkenopterus, determinando que ele não poderia mais ser classificado como parte de Drepanopteridae, erigindo assim a nova família Alkenopteridae para ele. Esta família não foi atribuída a nenhuma superfamília devido ao pouco conhecimento do segundo ao quarto apêndices de seu único gênero, Alkenopterus. Alkenopteridae foi distinguida pela perna do tipo B de Drepanopterus (sem podômero 7a) no quinto apêndice e uma perna do "tipo Alkenopterus" no sexto apêndice, esta com podômeros de comprimento quase igual (exceto o espinho distal) e moderadamente achatada. Ambos os pares de apêndices não possuíam espinhos. A perna do tipo Alkenopterus foi introduzida como um novo tipo padrão de apêndice de euriptérido não espinífero. Alkenopterus (assim como Drepanopteridae, agora monotípica) seria subsequentemente incluído na subordem Stylonurina por não possuir o podômero 7a. No entanto, em 2014, Poschmann reexaminou o holótipo de A. burglahrensis, removendo cuidadosamente parte da matriz do fóssil e usando microscopia de luz com uma magnificação maior. Isso resultou na detecção de um podômero móvel 7a em vez de uma simples projeção como se pensava anteriormente. Portanto, Poschmann o atribuiu à família Onychopterellidae [en], com a qual compartilhava várias características. Presume-se que nos fósseis de Alkenopterus brevitelson, este podômero não foi preservado, mas se este não for o caso, A. brevitelson deve ser reatribuído a Stylonurina e Alkenopterus burglahrensis a um novo gênero de onicopterelídeo.